# دنیل فاکس
دنیل فاکس (انگلیسی: Danielle Foxxx؛ زاده ۲۷ نوامبر ۱۹۷۹ در ریودو ژانیرو، برزیل) بازیگر پورنوگرافی اهل ایالات متحده آمریکا است. وی پس از عمل جراحی تراجنسی می‌باشد. 